# Creedence Clearwater Revival (musikalbum)
Creedence Clearwater Revival är det amerikanska rockbandet Creedence Clearwater Revivals eponyma debutalbum, utgivet 1968 på skivbolaget Fantasy Records. Det blev 52:a på albumlistan i USA.

## Låtlista
Sida 1
1. "I Put a Spell on You" (Screamin' Jay Hawkins) – 4:33
2. "The Working Man" (John Fogerty) – 3:04
3. "Susie Q" (Dale Hawkins) – 8:37

Sida 2
1. "Ninety-Nine and a Half" (Steve Cropper/Eddie Floyd/Wilson Pickett) – 3:39
2. "Get Down Woman" (John Fogerty) – 3:09
3. "Porterville" (John Fogerty) – 2:24
4. "Gloomy" (John Fogerty) – 3:51
5. "Walk on the Water" (John Fogerty/Tom Fogerty) – 4:40

## Medverkande
Musiker (Creedence Clearwater Revival-medlemmar)
- Doug Clifford – trummor, basgitarr
- Stu Cook – basgitarr, trummor
- John Fogerty – gitarr, sång
- Tom Fogerty – gitarr, sång

Produktion
- Saul Zaentz – musikproducent
- Walt Payne – ljudtekniker
- Tamaki Beck – mastering rådgivare
- Kevin Gray, Steve Hoffman, Shigeo Miyamoto – mastering
- Laurie Clifford – omslagsdesign